# Роун Маунтин (Тенеси)
Роун Маунтин (енгл. Roan Mountain) насељено је место без административног статуса у америчкој савезној држави Тенеси.

## Демографија
По попису из 2010. године број становника је 1.360, што је 200 (17,2%) становника више него 2000. године.
| Група             | 2000.         | 2010.         |
| Белци             | 1.152 (99,3%) | 1.282 (94,3%) |
| Афроамериканци    | 3 (0,3%)      | 60 (4,4%)     |
| Азијати           | 0 (0,0%)      | 0 (0,0%)      |
| Хиспаноамериканци | 2 (0,2%)      | 12 (0,9%)     |
| Укупно            | 1.160         | 1.360         |